# Chrysophyllum imperiale
Chrysophyllum imperiale – gatunek drzew należących do rodziny sączyńcowatych. Występuje w Ameryce Południowej, w Brazylii.